# 林艾融
林艾融（英語：Irene Lin，1990年4月13日—），本名林佩姍，英文名Irene，過去亦曾使用過藝名「小Mia」及「小咪」，前LamiGirls成員，前職籃啦啦隊電豹女成員，現為台灣女主持人、女藝人、樂天桃猿的MC，職籃啦啦隊慕獅女孩成員。

## 生平
2016年以藝名「小Mia」加入LamiGirls（中華職棒Lamigo桃猿啦啦隊）而備受球迷矚目。2018年離開LamiGirls後，往直播界發展；而2019年中華職棒味全龍啦啦隊（Dragon Beauties）舉行甄選，艾融點燃心中的熱情參與徵選，最終順利入選。2020年改名「艾融」，並回歸中華職棒樂天桃猿隊（前身為Lamigo桃猿隊）擔任主持人。目前也活躍於各大電視綜藝節目。

## 啦啦隊經歷

### 棒球啦啦隊
| 年份                | 隊伍名稱        | 備註                     |
| 2016－2017          | LamiGirls       | 中華職棒Lamigo桃猿啦啦隊 |
| 2019冬盟-2020春訓前 | Dragon Beauties | 中華職棒味全龍啦啦隊     |

### 籃球啦啦隊
| 年份        | 隊伍名稱 | 備註                                   |
| 2023 - 2024 | 電豹女   | T1聯盟台啤永豐雲豹啦啦隊               |
| 2024-       | 慕獅女孩 | 台灣職業籃球大聯盟新竹御嵿攻城獅啦啦隊 |

## 電視劇
- 2023年
  - 三立台灣台 《天道》飾演 方彩霞

## 音樂作品

### 單曲
| 年份          | 專輯名                     | 備註                                                            |
| 2016年7月22日 | 《獨一無二的閃爍》寫真單曲 | 與LamiGirls共同出演                                             |
| 2017年8月4日  | 《勇氣的每一秒》寫真EP     | 與LamiGirls共同出演                                             |
| 2017年8月9日  | 《溫室開不出的花》寫真EP   | 與LamiGirls共同出演                                             |
| 2018年9月     | 《幸福預告》               | 直播平台LiveMe「LiveMe 個人單曲發行賽」，MV於2022年1月1日發行。 |

## 主持
| 年份      | 頻道       | 名稱                          | 備註                   |
| 2020-     |            | 中華職棒樂天桃猿主持人        |                        |
| 2021-2022 | 狼谷育樂台 | 星光歡樂城（第6-7季特別企劃） | 與徐乃麟、菲菲共同主持 |
| 2022      | 東森超視   | 請問 今晚住誰家主持人         | 與林襄、梁赫群共同主持 |

## 備註
1. ↑  .   [2020-09-03]. （原始内容存档于2020-11-20）.

## 外部連結
- Irene 林艾融的Facebook專頁
- 林艾融的Instagram帳戶
- Irene林艾融的TikTok
- 林艾融Irene 浪Live 頻道 （页面存档备份，存于）